# Langues en Israël
La langue officielle d'Israël est l'hébreu moderne.

## Histoire
Sous le régime de la Palestine mandataire, l'anglais, l'arabe et l'hébreu étaient langues officielles. L'État d'Israël maintient les lois de la Palestine mandataire mais le 19 mai 1948, un amendement est adopté par le gouvernement d'Israël précisant que l'anglais n'est plus langue officielle. Le 19 juillet 2018, la Knesset légifère pour la première fois quant aux langues utilisées en Israël en proclamant l'hébreu langue officielle et l'arabe, langue à statut spécial. 

## Généralités
L'arabe standard moderne, langue officielle aux côtés de l'hébreu jusqu'en 2018, bénéficie d'un statut spécial et est parlé dans les régions à majorité arabophone mais largement ignoré ailleurs. L’anglais écrit est souvent employé pour faciliter la vie des touristes, tandis que le russe est encore très largement utilisé par les immigrants venus récemment de l’ex-URSS.
Autrefois réputé francophone (à 20 %), Israël n'a en fait plus aujourd'hui que 4 % de sa population parlant le français en 2010, principalement des immigrés venus de France et du Maghreb ; malgré cela, Israël n’a jamais été admis dans l’organisation de la Francophonie, du fait d'une menace de veto libanais en cas de dépôt de candidature.
Le yiddish, langue traditionnelle des Juifs ashkénazes, est parlé par des Israéliens descendants de migrants venus d'Europe de l'Est et est la langue vernaculaire des communautés hassidiques. Le yiddish est enseigné dans quelques écoles et environ 6 000 lycéens ont choisi de passer une épreuve de yiddish à l'examen du baccalauréat israélien en 2013. La langue est parlée par environ 1 000 000 de personnes en Israël dont 200 000 l'employant quotidiennement.
Le ladino, langue littéraire des Juifs séfarades, et le judéo-espagnol, parlé par environ 100 000 Israéliens d'origine séfarade, sont enseignés dans quelques écoles.

## Éducation
Le taux d'alphabétisation était en 2011 de 97 % selon l'USDS.